# Дивият Бил Хикок
Джеймс Бътлър Хикок (на английски: James Butler Hickok), по-известен като Дивият Бил Хикок, е фолклорен герой от Дивия Запад. Неговите умения били дуели и разузнаване, в това число и репутацията му на шериф. Въпреки известността му някои от неговите подвизи били измислени. Прякорът Дивият Бил е вдъхновен от подобни прякори на мъже, известни със своята смелост в различни области.
Хикок дошъл на Запад, като шофьор на дилижанс, и станал шериф в граничните територии на Канзас и Небраска. Той се сражавал в Съюзната армия по време на Американската гражданска война, печелейки известност след войната като разузнавач, добър стрелец, и професионален комарджия. Между правоприлагащите си задължения и комара, които лесно се припокриват, Хикок бил участник в няколко забележителни престрелки. Той е убит, докато играел покер в салон на територията на Дакота.

## Ранен живот
Хикок е роден в Хомър, Илинойс на 27 май 1837 г. Мястото му на раждане днес е превърнато в Мемориалът на Дивия Бил Хикок, регистриран исторически обект под надзора на Агенцията за историческо опазване в Илинойс. Докато растял, фермата на баща му била едно от спирките на Подземната железница. Той усвоил своите умения в стрелбата, докато опазвал фермата заедно с баща си от крадци. Хикок бил добър стрелец от много млада възраст.
През 1855, на 18-годишна възраст, Хикок заминал за Канзас след битка с Чарлз Хъдсън, при която и двамата паднали в един канал. Тъй като помислил, че убил Хъдсън, Хикок избягал и се присъединил към геройската Армия на Свободните Щати на Генерал Джим Лейн. Там срещнал 12-годишния Уилям Коди, по-късно станал известен като Бъфало Бил, който по това време бил разузнавач на Армията на Джонстън.
Заради широкия му нос и изпъкнала горна устна, Хикок бил наричан Патока Бил. През 1861, след инцидент с Мак Канълс той се нарекъл Дивия Бил. Поради неясни причини, Хикок използвал името Уилям Хикок от 1858, а след това Уилям Хайкок по време на Гражданската война. Арестуван като Хайкок през 1865, той си връща истинското име Джеймс Хикок.